# Lijst van rijksmonumenten in Leusden-Zuid
De plaats Leusden-Zuid telt 25 inschrijvingen in het rijksmonumentenregister. Hieronder een overzicht.
| Object | Oorspronkelijke functie?  | Bouwjaar                                               | Architect    | Locatie               | Coördinaten?                 | Nr.?   | Afbeelding                      |
| --- | ------------------------- | ------------------------------------------------------ | ------------ | --------------------- | ---------------------------- | ------ | ------------------------------- |
| Dwarshuis, boerderitje, bekapping met ruime overstek met riet gedekt, merkwaardige vensterroeden            | Boerderij                 | 19e eeuw                                               |              | Arnhemseweg 54        | 52° 6' 51" NB, 5° 24' 12" OL | 25795  | Meer afbeeldingen               |
| Gedeeltelijk bepleisterde chaletachtige dienstwoning. Rieten dak, venster met merkwaardige verdeling        | Dienstwoning              | midden 19e eeuw                                        |              | Arnhemseweg 56        | 52° 6' 49" NB, 5° 24' 13" OL | 25796  | Meer afbeeldingen               |
| Nederlands Hervormde Kerk                                                                                   | Kerk en kerkonderdeel     | 1828                                                   |              | Arnhemseweg 75A       | 52° 6' 49" NB, 5° 24' 17" OL | 25797  | Meer afbeeldingen               |
| Toegangshek tot Huize de Boom                                                                               | Erfscheiding              |                                                        |              | Leusbroekerweg        | 52° 6' 22" NB, 5° 25' 5" OL  | 25798  | Meer afbeeldingen               |
| Boerderij met rieten dak, aan de voorgevel afgewolfd                                                        | Boerderij                 | 1771 (muurankers)                                      |              | Ooievaarshorsterweg 7 | 52° 6' 48" NB, 5° 23' 40" OL | 25799  | Meer afbeeldingen               |
| Boerderij 't Veentje, gepleisterd dwarshuis, laag met rieten dak                                            | Boerderij                 |                                                        |              | Treekerweg 9          | 52° 6' 55" NB, 5° 23' 38" OL | 25801  | Meer afbeeldingen               |
| Terrein waarin overblijfselen van een versterkte hofstede of kasteeltje                                     | Archeologisch monument    | middeleeuwen                                           |              |                       | 52° 6' 48" NB, 5° 23' 47" OL | 45628  | Upload foto                     |
| Terrein waarin twee grafheuvels                                                                             | Archeologisch monument    | Bronstijd                                              |              |                       | 52° 5' 38" NB, 5° 21' 58" OL | 45629  | Terrein waarin twee grafheuvels |
| Terrein waarin zich de overblijfselen van het kasteel Lockhorst bevinden                                    | Archeologisch monument    | 13e eeuw                                               |              |                       | 52° 7' 58" NB, 5° 24' 23" OL | 45631  | Upload foto                     |
| Terrein waarin zich de overblijfselen van het klooster Hohorst en het versterkte huis Heiligenberg bevinden | Archeologisch monument    | 11e eeuw (klooster) late middeleeuwen versterkte huis) |              |                       | 52° 8' 17" NB, 5° 24' 31" OL | 45632  | Upload foto                     |
| Koetshuis                                                                                                   | Bijgebouwen kastelen enz. | 1890-1892                                              | Jan Pothoven | Treekerweg 46         | 52° 6' 22" NB, 5° 23' 28" OL | 359724 | Meer afbeeldingen               |
| Den Treek: Hoofdgebouw                                                                                      | Kasteel, buitenplaats     |                                                        |              | Treekerweg 23         | 52° 6' 16" NB, 5° 23' 27" OL | 512201 | Meer afbeeldingen               |
| Den Treek: Park                                                                                             | Tuin, park en plantsoen   |                                                        |              | Treekerweg bij 23     | 52° 6' 19" NB, 5° 23' 38" OL | 512202 | Meer afbeeldingen               |
| Den Treek: Duiventoren                                                                                      | Tuin, park en plantsoen   | 1880                                                   |              | Treekerweg bij 23     | 52° 6' 10" NB, 5° 23' 50" OL | 512203 | Meer afbeeldingen               |
| Boerderij Wellom en schuur                                                                                  | Bijgebouwen kastelen enz. | 1614                                                   |              | Heetvelderweg 1       | 52° 6' 8" NB, 5° 23' 28" OL  | 512204 | Meer afbeeldingen               |
| Den Treek: Tuinmanswoning met overstekend dak, rustend op houten zuilen                                     | Bijgebouwen kastelen enz. | 1887                                                   |              | Treekerweg 44         | 52° 6' 26" NB, 5° 23' 29" OL | 512206 | Meer afbeeldingen               |
| Den Treek: De Ossenstal                                                                                     | Bijgebouwen kastelen enz. |                                                        |              | Treekerweg 11         | 52° 6' 25" NB, 5° 23' 31" OL | 512207 | Meer afbeeldingen               |
| Den Treek: Boerderij                                                                                        | Boerderij                 |                                                        |              | Treekerweg 13         | 52° 6' 24" NB, 5° 23' 35" OL | 512208 | Meer afbeeldingen               |
| Den Treek: Jachtopzienerswoning                                                                             | Bijgebouwen kastelen enz. | eerste helft 19e eeuw                                  |              | Treekerweg 15         | 52° 6' 20" NB, 5° 23' 36" OL | 512209 | Meer afbeeldingen               |
| Den Treek: Jachthuis                                                                                        | Bijgebouwen kastelen enz. | midden 19e eeuw                                        |              | Treekerweg 17         | 52° 6' 19" NB, 5° 23' 35" OL | 512210 | Meer afbeeldingen               |
| Den Treek: Dienstwoning (vm. Oranjerie)                                                                     | Tuin, park en plantsoen   | 1880                                                   |              | Treekerweg 21         | 52° 6' 18" NB, 5° 23' 32" OL | 512211 | Meer afbeeldingen               |
| Den Treek: Tuinmuur                                                                                         | Bijgebouwen kastelen enz. |                                                        |              | Treekerweg bij 13     | 52° 6' 18" NB, 5° 24' 9" OL  | 512212 | Meer afbeeldingen               |
| De Boom: tuin en parkaanleg                                                                                 | Tuin, park en plantsoen   | 1880                                                   |              | Arnhemseweg 107       | 52° 6' 4" NB, 5° 24' 56" OL  | 524207 | Meer afbeeldingen               |
| De Boom: woonhuis                                                                                           | Woonhuis                  | 1878-1879                                              |              | Arnhemseweg 107       | 52° 6' 5" NB, 5° 24' 56" OL  | 524208 | Meer afbeeldingen               |
| De Boom: Fazantenren, dierenverblijf                                                                        | Tuin, park en plantsoen   | 1880                                                   |              | Arnhemseweg bij 107   | 52° 6' 4" NB, 5° 24' 56" OL  | 524209 | Meer afbeeldingen               |
| De Boom: oranjerie                                                                                          | Tuin, park en plantsoen   | 1880                                                   |              | Arnhemseweg bij 107   | 52° 6' 5" NB, 5° 24' 56" OL  | 524210 | Meer afbeeldingen               |
| De Boom: wagenschuur                                                                                        | Opslag                    | 1880                                                   |              | Arnhemseweg bij 105   | 52° 6' 4" NB, 5° 24' 56" OL  | 524211 | Upload foto                     |
| De Boom: toegangshek                                                                                        | Erfscheiding              | 1775-1800                                              |              | Arnhemseweg bij 107   | 52° 6' 4" NB, 5° 24' 56" OL  | 524212 | Meer afbeeldingen               |
| Middelbroek                                                                                                 | Boerderij                 | 1876                                                   |              | Leusbroekerweg 1      | 52° 6' 24" NB, 5° 25' 0" OL  | 524220 | Meer afbeeldingen               |
| Middelbroek: Veeschuur                                                                                      | Boerderij                 | 1876                                                   |              | Leusbroekerweg bij 1  | 52° 6' 26" NB, 5° 25' 0" OL  | 524221 | Meer afbeeldingen               |
| Klein Schutterveld                                                                                          | Kasteel, buitenplaats     | 1934                                                   |              | Arnhemseweg 12        | 52° 7' 30" NB, 5° 23' 51" OL | 524225 | Klein Schutterveld              |
| De Zandstulp, dienstwoning                                                                                  | Dienstwoning              | 1875                                                   |              | Heetvelderweg 2       | 52° 6' 2" NB, 5° 23' 25" OL  | 524226 | Meer afbeeldingen               |
| Schaapskooi                                                                                                 | Boerderij                 | 1850-1900                                              |              | Heetvelderweg bij 7   | 52° 5' 34" NB, 5° 23' 43" OL | 524227 | Meer afbeeldingen               |
| Hopschuur                                                                                                   | Bijgebouwen kastelen enz. |                                                        |              | Treekerweg bij 13     | 52° 6' 25" NB, 5° 23' 55" OL | 526458 | Meer afbeeldingen               |